# Malborghetto Valbruna
Malborghetto Valbruna är en kommun i regionen Friuli-Venezia Giulia i Italien och tillhörde tidigare även provinsen Udine som upphörde 2018. Kommunen hade 923 invånare (2018).